# Вараби
Вараби (яп. 蕨市 Вараби-си) — город в Японии, находящийся в префектуре Сайтама. Площадь города составляет 5,10 км², население — 71 481 человек (1 августа 2014), плотность населения — 14 015,88 чел./км².

## Географическое положение
Город расположен на острове Хонсю в префектуре Сайтама региона Канто. С ним граничат города Кавагути, Тода, Сайтама.

## Население
Население города составляет 71 481 человек (1 августа 2014), а плотность — 14 015,88 чел./км². Изменение численности населения с 1980 по 2005 годы:
| 1980 | 70 876 чел. |  |
| 1985 | 70 408 чел. |  |
| 1990 | 73 620 чел. |  |
| 1995 | 72 021 чел. |  |
| 2000 | 71 063 чел. |  |
| 2005 | 70 010 чел. |  |

## Символика
Деревом города считается Zelkova serrata, цветком — Rhododendron indicum.